# Крюківський парк
Крю́ківський па́рк (до 16 лютого 2016 Па́рк культу́ри та відпочи́нку Крю́ківського вагонобудівно́го заво́ду імені Іва́на Фе́доровича Котло́ва) - розташований в правобережній частині міста Кременчук (Полтавська область, Україна).

## Історія
У 1927 році клуб ім. Котлова робітників Крюківських вагоноремонтних майстерень був переданий сусідній сад священика Архангельського. Влітку тут проводилась клубна робота. У 1938 році велась реконструкція саду. Збудували літній читальний павільйон, танцмайданчик з оркестровою раковиною, облаштували електроосвітлення. Під час повоєнної реконструкції в 1950 році в парку було висаджено понад 100 одиниць дерев (береза, клен, тополі, робінія).

## Розташування
Парк розташований у правобережній частині міста між вулицями Приходька, Академіка Герасимовича та Ростовською.

## Опис
У парку облаштована огорожа та архітектурно оформлений парадний вхід. Домінуючими породами є клен ясенелистий, тополя біла, липа дрібнолиста, гіркокаштан. До 1970-х років для крюків'ян парк був єдиним культурно-освітнім місцем відпочинку. На сьогодні культурне життя в парку активне тільки в святкові дні.

## Стадіон
На півдні парку знаходиться стадіон «Вагонобудівник» однойменного футбольного клубу.

## Галерея

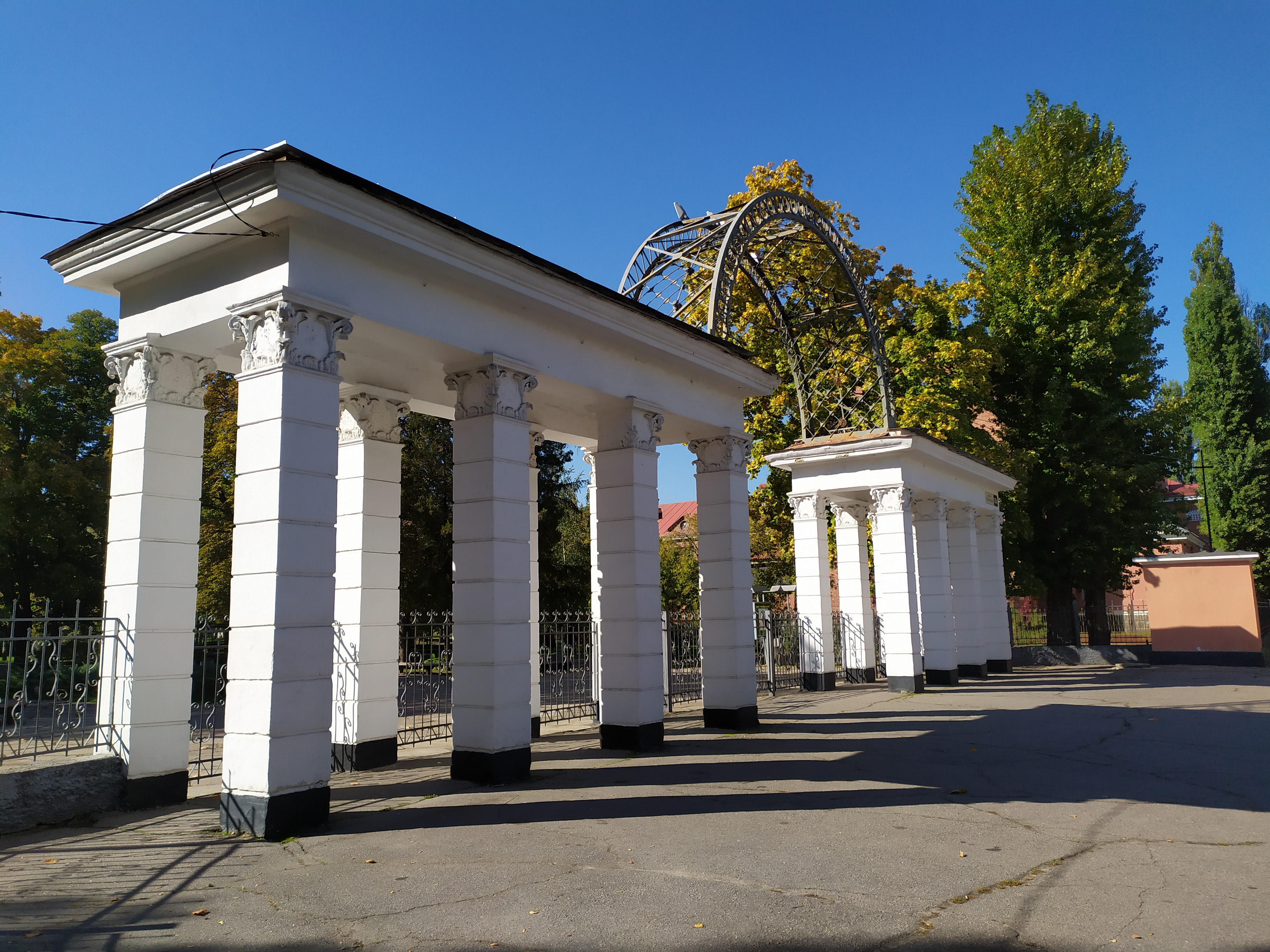
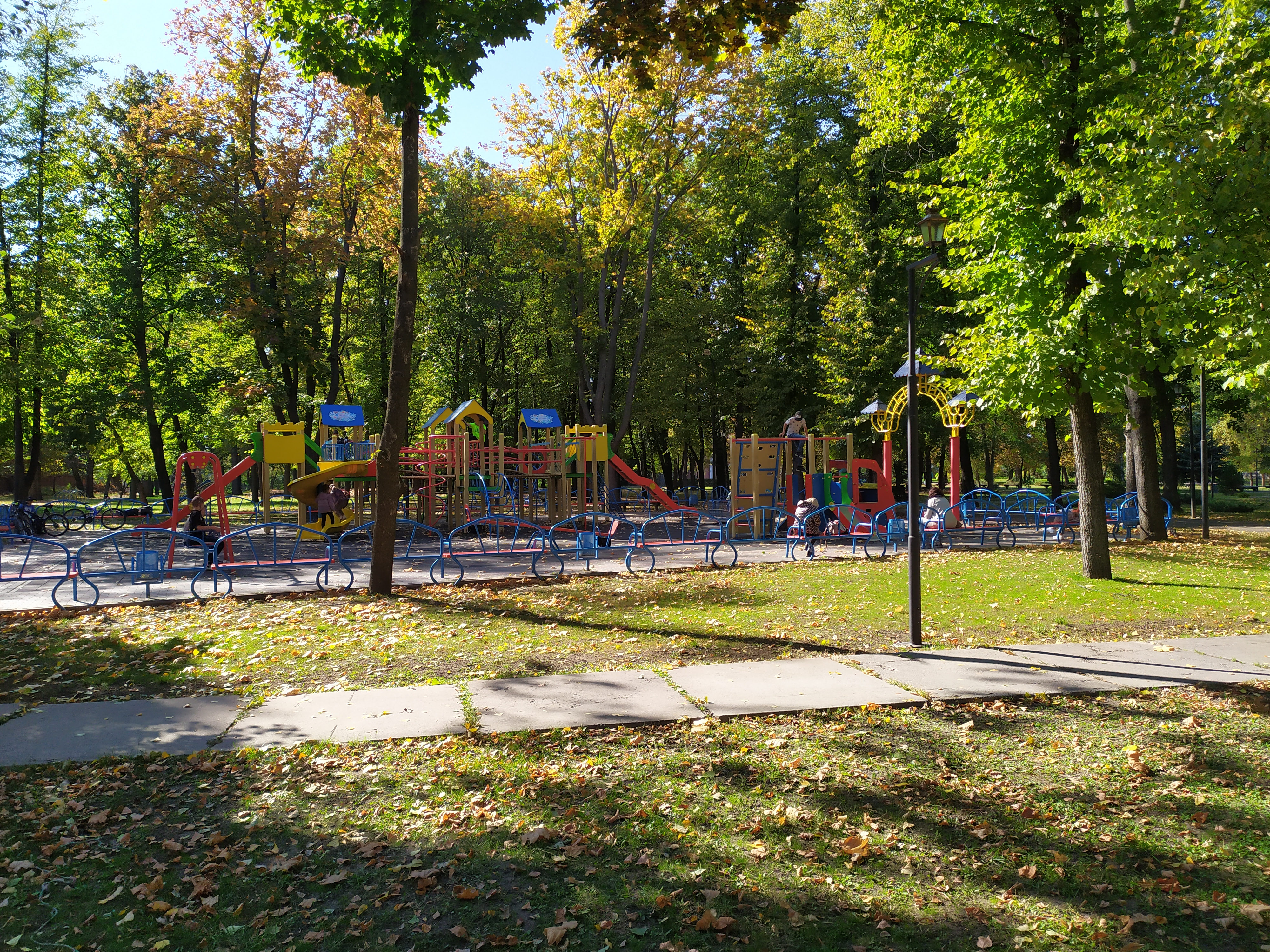